# Wybory parlamentarne w Albanii w 1992 roku
Wybory parlamentarne w Albanii w 1992 roku – wybory do albańskiego Zgromadzenia Ludowego, przeprowadzone 22 marca i 29 marca 1992 roku.
Wybory parlamentarne w 1991 nie przyniosły trwałych rozstrzygnięć politycznych, a demokratyczna opozycja nie była w stanie zaakceptować zwycięstwa w nich postkomunistów. Po dymisji rządu Fatosa Nano powstał nowy gabinet, kierowany przez Ylli Bufiego. W wyniku kryzysu ekonomicznego i destabilizacji kraju 11 lutego parlament albański podjął decyzję o samorozwiązaniu i przedterminowych wyborach. Kampania wyborcza przebiegała w atmosferze rywalizacji pomiędzy Demokratyczną Partią Albanii a dawną partią komunistyczną, która została przemianowana na Socjalistyczną Partię Albanii. W toku kampanii wysuwano hasła zahamowania kryzysu gospodarczego i przywrócenia porządku i bezpieczeństwa w kraju.
Do walki o 140 mandatów wystartowało 500 kandydatów, reprezentujących 11 partii politycznych. Nowa ordynacja wyborcza uniemożliwiła start w wyborach partiom etnicznym, w tym Demokratycznemu Związkowi Mniejszości Greckiej (OMONIA). Przedstawiciele OMONII wystartowali w wyborach z listy Unii na rzecz Praw Człowieka. Po wysokim zwycięstwie dawnej partii komunistycznej w wyborach 1991, zwycięstwo opozycji demokratycznej rok później stanowiło zaskoczenie dla obserwatorów. Kluczem do sukcesu okazała się zmiana preferencji politycznych ludności wiejskiej, uważanej za zaplecze komunistów, która nie zaakceptowała przemianowania dawnej partii komunistycznej i najbardziej odczuwała skutki kryzysu gospodarczego. Zmiana nazwy partii komunistycznej także nie została zaakceptowana przez część elektoratu. Opozycja demokratyczna uzyskała najwięcej mandatów w północnej i północno-wschodniej części kraju.
Uprawnionych do udziału w wyborach było 2 021 169 obywateli Albanii. Frekwencja wyborcza była wysoka i wyniosła 90,35% uprawnionych do głosowania. 29 marca doszło do drugiej rundy wyborów, w której głosowano w 11 okręgach wyborczych, w których I runda nie przyniosła jednoznacznego rozstrzygnięcia.
Demokratyczna Partia Albanii zdobyła 92 mandaty w Zgromadzeniu, co pozwoliło jej na samodzielne sprawowanie rządów. Pozostałe 48 mandatów podzielono między cztery partie. W gronie 140 deputowanych znalazło się 8 kobiet (5,7%).

## Oficjalne wyniki wyborów
|  | Komitet Wyborczy                    | Procent oddanych głosów | Liczba mandatów |
|  | ----------------------------------- | ----------------------- | --------------- |
|  | Demokratyczna Partia Albanii        | 62,3                    | 92              |
|  | Socjalistyczna Partia Albanii       | 25                      | 38              |
|  | Socjaldemokratyczna Partia Albanii  | 4,3                     | 7               |
|  | Republikańska Partia Albanii        | 2,9                     | 1               |
|  | Partia Unii na rzecz Praw Człowieka | 2,7                     | 2               |
|  | Pozostałe ugrupowania               | 2,8                     | 0               |
|  | Razem                               | 100                     | 140             |